# Verlagsfachwirt
Verlagsfachwirt ist eine Aufstiegsfortbildung auf Meisterebene nach dem deutschen Berufsbildungsgesetz. Sie folgt in der Regel im Anschluss an eine Berufsausbildung als Verlagskaufmann bzw. Medienkaufmann Digital und Print oder eine andere kaufmännische Berufsausbildung.

## Tätigkeit und rechtliche Grundlagen
Verlagsfachwirte sind in den Bereichen Herstellung und Marketing in Zeitungs-, Zeitschriften- und Buchverlagen tätig. Sie sind auf mittleren Führungsebene in Verlagen oder in Buchhandlungen mit Verlagsabteilungen tätig. Sie gestalten, koordinieren und überwachen die Produktion von Printmedien und elektronischen Medien. 
Die Fortbildung basiert auf einer besonderen Rechtsvorschrift und schließt mit einer Prüfung vor einem Ausschuss der Industrie- und Handelskammer (IHK) ab. 

## Ausbildungsinhalte
- Informations- und Kommunikationstechniken
- Betriebliche Organisation
- Personalwesen und Unternehmensführung
- Volkswirtschaftliche Grundlagen
- Recht
- Kosten- und Leistungsrechnung
- Finanz- und Rechnungswesen
- Produktarten und Produktgestaltung
- Schrift und Typografie
- Moderne Vorstufentechnik
- Reprotechnik
- Druckverfahren und Druckformherstellung
- Grundlagen der Produktionswirtschaft
- Satzsysteme
- Bindetechniken und Einbandmaterialien
- Papier und andere Werkstoffe
- Veredelung
- Organisation des Arbeitsablaufs
- Besonderheiten der Zeitungs- und Zeitschriftenherstellung